# Гедмарк
Гедмарк (норв. Hedmark) — один із колишніх норвезьких фюльке (районів). Був об'єднанний із фюльке Оппланн у 2020 році, на їх основі було створено Іннланнет. Розташовувався на південному сході країни у північній частині Естланна (Східна Норвегія). Межував із фюльке Сер-Тренделаг, Акерсгус та Оппланн. Адміністративний центр — місто Гамар. Інші великі міста — Ельверум і Конгсвінгер. По території Гедмарка проходив південний кордон тайгової зони. Традиційно ділиться на регіони Гедмаркен, Сулер і Естердален.
У Гедмарку народився відомий норвезький художник Едвард Мунк.

## Адміністративно-територіальний поділ
Естфолл поділявся на 22 комуни:
- Алвдал
- Волер
- Груе
- Конґсвінґер
- Летен
- Нур-Одал
- Омут
- Оснес
- Рендал
- Рінґсакер
- Сер-Одал
- Станґе
- Стур-Ельвдал
- Толґа
- Трюсіль
- Тюнсет
- Ус
- Фоллдал
- Гамар
- Еїдскуґ
- Ельверум
- Енґердал